# 타이핑차오역
타이핑차오역(중국어: 太平桥站, 기획 및 건설 기간에는 금융가역(중국어: 金融街站)으로 불렸다.)은 중국 베이징시 시청구 금융가 가도 타이핑차오 대가의 시싱성 후퉁 교차로에 위치한 베이징 지하철 19호선의 지하철역이다. 이 역은 19호선과 리쩌 - 금융가선(리진선)과의 환승역이 될 예정이다.

## 역사
2021년 11월 9일, 베이징시 계획천연자원위원회가 발표한 지명 공고에 이 역은 금융가역에서 타이핑차오역으로 이름이 변경되었고, 지명은 역 근처의 지상 버스 정류장 이름이 통일된 것과 연관되어 있다.
타이핑차오역은 2022년 7월 30일 개통과 동시에 이 역과 1호선, 2호선 푸싱먼역 간 간접 환승이 가능하게 되었다. 승객은 카드를 대고 코드를 스캔하여 하차할 수 있는데, 동일한 카드 또는 App 계정을 사용하여 30분 이내에 동일한 역 그룹의 게이트에 입장하면 연속 청구가 가능하다.

## 역 구조

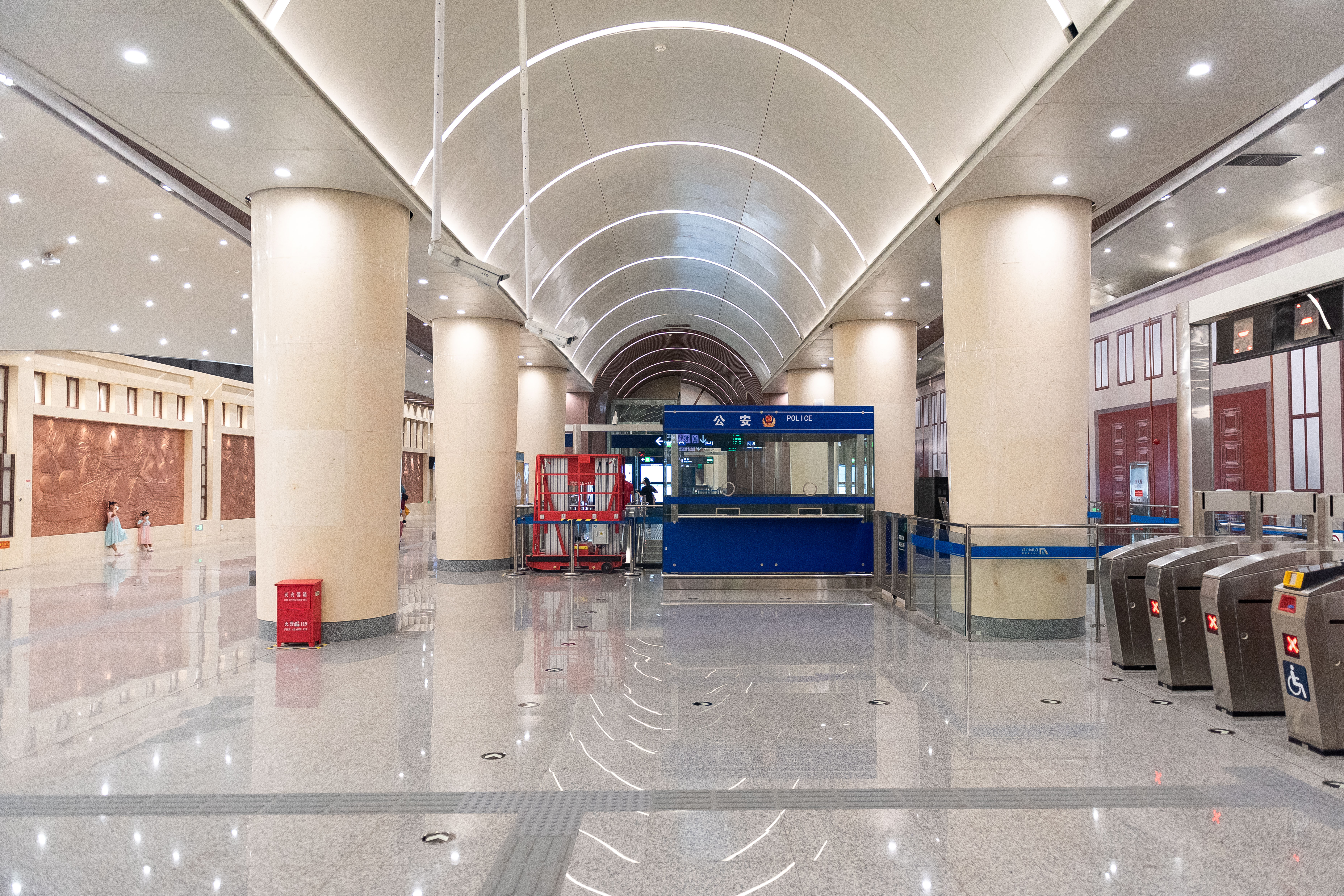
대합실

본 역은 지하 2층, 2열, 3경간 섬식 승강장의 역으로 4개의 출입구가 설치되어 있다.
대합실 벽에는 중앙미술학원 실험예술학원 학장 치우쯔지에(邱志杰)가 제작한 공공 예술 작품 "금융도어《金融图语》"가 장식되어 있다. 작품은 "대항해는 세계화의 시작이었다(大航海是全球化的开端)", "농업은 일곱 번이나 재창조되었다(农业被重新发明了七次)", "나는 돈이 아니다(我本不是货币)", "운송업자가 상업을 창조한다(运输者创造了商业)", "무역으로 인한 모임(贸易引发的聚集)", "도시의 형성(城市的形成)", "생각의 미로에서 벗어나다(走出观念迷宫)", "산업혁명과 기계(工业革命与机械)", "정보고속도로(信息高速公路)" 9장의 사진으로 이루어져 있다.

### 층별 구조
| 지면     |                                 | 출입구                             |
| 지하 1층 | 대합실                          | 고객센터, 자동 발매기, 출입 게이트 |
| 지하 2층 | ←                               | ■ 19호선 무단위안 방면 (핑안리)    |
| 지하 2층 | 섬식 승강장, 왼쪽 출입문이 열림 |                                    |
| 지하 2층 | →                               | ■ 19호선 신궁 방면 (뉴제)          |

## 출입구
본 역의 A출입구는 타이핑차오 대가와 시싱성 후퉁 교차로의 남서쪽에 있는 화롱 아파트 앞 녹지 공간에 위치한다. B, C 출입구 및 1호 안전구는 모두 타이핑차오 대가과 나오스커우 북가 교차로 북동쪽에 있는 신싱성 개조 구역 부지에 위치한다. 이 구역은 해당 구역의 개발자인 베이징 자오타이 그룹이 건설했다. D출입구는 나오스커우 북가와 청팡가의 교차점의 북서쪽에 위치하며 장활대루 통신 생산 빌딩과 통합되어 차이나 유니콤이 건설했다. 이 역이 개통되었을 당시에는 A, D 2개의 출입구가 있었고, 그 중 D출입구에는 휠체어 보조 기구를 제공한다.
|                                   |                                  |                                                                      |      |             |
| 출구                              | 지시                             | 출구 인근                                                            | 사진 | 무장애 시설 |
| 出口 · A                          | 타이핑차오 대가(太平桥大街) 서측 | 시싱성 후퉁(西兴盛胡同), 광청가(广成街), 타이핑차오 대가(太平桥大街) |      | 빈칸        |
| (임시 영업)                       | 타이핑차오 대가(太平桥大街) 동측 | 얼룽 서로(二龙西路), 타이핑차오 대가(太平桥大街), 얼룽로(二龙路)     | 빈칸 | 빈칸        |
| (임시 영업)                       | 타이핑차오 대가(太平桥大街) 동측 | 타이핑차오 대가(太平桥大街), 얼룽로(二龙路)                          | 빈칸 | 빈칸        |
| 出口 · D                          | 타이핑차오 대가(太平桥大街) 서측 | 청팡가(成方街), 광청가(广成街), 푸싱먼 내대가(复兴门内大街)          |      |             |
| 아이콘 설명: 휠체어 보조기구 제공 |                                  |                                                                      |      |             |